# Grewia filipes
Grewia filipes är en malvaväxtart som beskrevs av Karl Ewald Maximilian Burret. Grewia filipes ingår i släktet Grewia och familjen malvaväxter. Inga underarter finns listade i Catalogue of Life.